# Кудрявцев, Павел Евгеньевич
Павел Евгеньевич Кудрявцев (род. 5 сентября 1997, Ярославль) — российский хоккеист, нападающий.

## Карьера
Воспитанник ярославского «Локомотива». В сезоне 2014/15 играл в МХЛ-Б за «Локо-Юниор». Проведя 12 декабря 2014 года единственный матч в сезоне за «Локо», следующие три сезона играл за команду в МХЛ. 10 декабря 2016 года сыграл первый матч в КХЛ — в гостях против московского «Динамо» (3:6). В сезоне 2017/18 играл за команду ВХЛ «Рязань». Сыграв 12 ноября 2018 года свой второй матч в КХЛ, играл за «Локомотив» на протяжении четырёх сезонов. 1 мая 2022 года был обменян в московское «Динамо» на денежную компенсацию и вратаря Илью Коновалова.

## Достижения
- Чемпион МХЛ 2016, 2018
- Обладатель Кубка Харламова 2016, 2018
  - Автор победной шайбы Кубка Харламова 2016
- Третий призёр Кубка «Карьяла» 2019